# Takagi Takeo
Takagi Takeo (高木 武雄 Takagi Takeo, Cao Mộc Vũ Hùng) 25 tháng 1 1892 - 8 tháng 7 1944 là một trong số các đại tướng của hải quân đế quốc Nhật Bản trong thế chiến thứ hai. Ông đã chỉ huy hạm đội Nhật tham gia 2 trận đánh lớn tại chiến trường Thái Bình Dương là hải chiến biển Java và hải chiến biển Coral. Ông mất trong khi chiến đấu tại Saipan.

## Tiểu sử
Takagi sinh tại thành phố Iwaki, quận Fukushima. Ông tốt nghiệp học viện hải quân Hoàng gia Nhật năm 1911 rồi lần lượt phục vụ trên tuần dương hạm Aso và thiết giáp hạm Shikishima với cấp hàm chuẩn úy, tuần dương hạm Asama và thiết giáp hạm Kawachi với cấp hàm thiếu úy. Sau đó, ông được đưa đến học viện quân sự hải quân dành cho các sĩ quan thực tập để học thêm về hàng hải và sử dụng thủy lôi.
Sau khi tốt nghiệp học viện quân sự hải quân, Takagi được thăng hàm thiếu tá và được giao chỉ huy các tàu ngầm Ro-28 và Ro-68. Năm 1928, ông tiếp tục được thăng lên hàm trung tá rồi đại tá năm 1932. Năm 1931, ông được cử đi du học tại Hoa Kỳ và Châu Âu.
Năm 1933, ông trở thành hạm trưởng của tuần dương hạm Nagara rồi Takao năm 1936 và thiết giáp hạm Mutsu năm 1937. Takagi được phong hàm Chuẩn đô đốc ngày 15 tháng 11 1938 và tham gia bộ tổng tham mưu hải quân hoàng gia Nhật năm 1939.
Khi chiến tranh Thái Bình Dương bùng nổ, lúc đầu ông và lực lượng hạm đội của mình được giao nhiệm vụ yểm trợ về đường biển cho cuộc đổ bộ tấn công Philippines của quân Nhật cuối năm 1941. Sau đó, trong lúc hạm đội của ông chỉ huy đóng tại biển Java, Indonesia (lúc này là thuộc địa Hà Lan) đã chạm trán hải quân Hà Lan tại trận hải chiến biển Java vào ngày 26 tháng 2 1942. Kết thúc trận đánh, Hà Lan mất 3 tuần dương hạm và 5 khu trục hạm trong khi hầu như không gây thiệt hại cho quân Nhật.
Sau chiến thắng trên, Takagi trở thành phó đô đốc vào ngày 1 tháng 5 1942. Sau đó, ông đã chỉ huy hạm đội Nhật Bản gồm 2 hàng không mẫu hạm Hàng không mẫu hạm Shokaku và Hàng không mẫu hạm Zuikaku trong trận chiến biển Coral diễn ra từ ngày 4 tháng 5 đến ngày 8 tháng 5 1942. Trong trận đánh này, hạm đội Nhật do Takagi chỉ huy đã tiêu diệt được hàng không mẫu hạm USS Lexington của Mỹ nhưng cả hai hàng không mẫu hạm Nhật đều bị thương nặng dẫn tới kế hoạch đánh chiếm cảng Morseby theo kế hoạch bị phá sản và gây ra những hệ quả không nhỏ cho trận Midway 1 tháng sau đó.
Tháng 11 1942, Takagi chuyển về công tác tại Mako rồi Takao vào tháng 1 1943. Ngày 21 tháng 6 1943, ông lại được giao quyền chỉ huy hạm đội 6 hải quân hoàng gia Nhật, chủ yếu là các tàu ngầm, đóng tại quần đảo Mariana. Tại đây, ông đã tham gia trận chiến đảo Saipan diễn ra từ ngày 15 tháng 6 1944 và tử trận vào ngày 8 tháng 7, một ngày trước khi quân đội Nhật thất bại trong việc bảo vệ hòn đảo. Ông được phong hàm đô đốc sau khi mất.

### Sách
- Fuller, Richard. "Hirohito's Samurai. Leaders of the Japanese Armed Forces, 1926-1945." Arms and Armour Press (1991).
- Brown, David (1990). Warship Losses of World War Two. Naval Institute Press. ISBN 1-55750-914-X.
- Dull, Paul S. (1978). A Battle History of the Imperial Japanese Navy, 1941-1945. Naval Institute Press. ISBN 0-87021-097-1.
- Hara, Tameichi (1961). Japanese Destroyer Captain. New York & Toronto: Ballantine Books. ISBN 0-345-27894-1.- Firsthand account of the battle by the captain of the Japanese destroyer Amatsukaze.
- Hornfischer, James D. (2006). Ship of Ghosts: The Story of the USS Houston, FDR's Legendary Lost Cruiser, and the Epic Saga of Her Survivors. Bantam. ISBN 0-553-80390-5.
- Morison, Samuel Eliot (1958 (reissue 2001)). The Rising Sun in the Pacific 1931 - April 1942, vol. 3 of History of United States Naval Operations in World War II. Castle Books. 0785813047. {{Chú thích sách}}: Kiểm tra giá trị ngày tháng trong: |year= (trợ giúp)Quản lý CS1: năm (liên kết)
- Schultz, Duane (1985). The Last Battle Station: The Story of the USS Houston. St Martins Press. ISBN 0-312-46973-X.
- van Oosten, F. C. (1976). The Battle of the Java Sea (Sea battles in close-up; 15). Naval Institute Press. ISBN 0-87021-911-1.
- Spector, Ronald (1985). "The Short, Unhappy Life of ABDACOM". Eagle Against the Sun: The American War With Japan. Naval Institute Press. ISBN 0-394-74101-3.
- Whiting, Brendan (1995). Ship of Courage: The Epic Story of HMAS Perth and Her Crew. Australia: Allen & Unwin Pty., Limited. ISBN 1-86373-653-0.
- Winslow, Walter G. (1994). The Fleet the Gods Forgot: The U.S. Asiatic Fleet in World War II. Naval Institute Press. ISBN 1-55750-928-X.